# 4-я флотилия подводных лодок кригсмарине
4-я флотилия подводных лодок кригсмарине — служившее учебным подразделение военно-морского флота нацистской Германии для притирки команд перед вступлением лодок в боевые флотилии.

## История
4-я флотилия была создана в мае 1941 года в польском городе Штеттин (современный Щецин). В это время боевые флотилии перебазировались во французские гавани, а учёба производилась в 4-й, 5-й и 8-й флотилиях. 4-я флотилия в основном готовила экипажи субмарин дальнего действия. Расформирована флотилия была только в конце войны, в мае 1945 года.

## Состав
В разные годы обучение в 4-й флотилии проходили 280 подводных лодок, в том числе:
| Тип          | Количество |
| ------------ | ---------- |
| VII-C        | 16         |
| VII-C / 41   | 23         |
| IX, IX-C     | 45         |
| IX-C / 40    | 77         |
| IX-D1, IX-D2 | 30         |
| X-B          | 5          |
| XIV          | 10         |
| XXI          | 41         |
| XXIII        | 35         |
| трофейные    | 1 (U-A)    |

## Командиры
| Время                   | Командующий флотилией              |
| ----------------------- | ---------------------------------- |
| май 1941 — август 1941  | капитан-лейтенант Вернер Якобсен;  |
| июль 1941               | капитан-лейтенант Фриц Фрауэнхайм; |
| август 1941 — март 1942 | фрегаттен-капитан Гейнц Фишер;     |